# سرزه آل‌مهتران
سرزه آل‌مهتران، روستایی در دهستان حسن لنگی بخش شمیل شهرستان بندرعباس در استان هرمزگان ایران است.

## پیشینه تاریخی
روستای سرزه آل‌مهتران در سال ۱۲۴۹ با زندگی قدیمی‌های روستا در رشته کوه‌های آل‌مهتران بنا نهاده شد.
مردم این روستا به دلیل رسیدن برق، در سال ۱۳۵۱ به سمت غربی کوه‌ها مهاجرت کردند و جزئی از اولین روستاهای دارای برق شد.
شغل ۸۰ درصد از مردم روستا، کشاورزی و باغداری است، ۱۰ درصد دیگر مردم به پرورش دام روی آوردند و ۱۰ درصد دیگر شاغل در ادارات هستند.
روستای سرزه آل‌مهتران در سال 1362 طی اختلافات جناحین به دو قسمت تقسیم شد و ۲۰ درصد از اهالی روستا مستقل شدند و روستای جدیدی به نام سهرابی را تشکیل دادند.

## جمعیت
بر پایه سرشماری عمومی نفوس و مسکن در سال ۱۳۹۵، جمعیت این روستا برابر با ۴۴۴ نفر (۱۱۹ خانوار) بوده‌است.